# Kakegawa Challenger 1991
Il Kakegawa Challenger 1991 è stato un torneo di tennis facente parte della categoria ATP Challenger Series nell'ambito dell'ATP Challenger Series 1991. Il torneo si è giocato a Kakegawa in Giappone dall'8 al 14 luglio 1991 su campi in sintetico.

## Vincitori

### Singolare
Massimo Ardinghi ha battuto in finale  Florian Krumrey con il punteggio di 7–5, 6–3

### Doppio
Sean Cole /  Eoin Collins hanno battuto in finale  Florian Krumrey /  Ron Ward con il punteggio di 7–6, 7–6